# Berufsmässiger Personentransport
Der berufsmässige Personentransport bezeichnet die gewerbsmäßige Beförderung von Personen mittels Fahrzeugen, Flugzeugen oder Schiffen, bei der für die Leistung eine Vergütung verlangt wird. Hierunter fallen unter anderem Taxidienste, Mietwagen mit Fahrer, Busunternehmen sowie Anbieter im öffentlichen Nah- und Fernverkehr. Die gesetzlichen Vorschriften hierfür variieren je nach Land, beinhalten aber grundsätzlich Anforderungen an die Beförderungssicherheit, Zulassungspflichten und Qualifikationsnachweise für Fahrer.

## Definition und Abgrenzung
Berufsmässiger Personentransport umfasst alle Formen des Personentransports, bei denen Fahrgäste gegen Entgelt befördert werden. Dabei grenzt sich der berufsmässige Personentransport klar vom privaten Transport (z. B. Mitfahrgelegenheiten ohne Gewinnerzielungsabsicht) ab.

### Beispiele:
- Taxiunternehmen
- Fahrdienste wie Uber
- Linien- und Reisebusse
- Schiffsreisen
- Fluggesellschaften

## Rechtliche Rahmenbedingungen
Die rechtlichen Voraussetzungen für den berufsmässigen Personentransport sind in Deutschland, Österreich und der Schweiz unterschiedlich geregelt, verfolgen aber ähnliche Ziele:

### Deutschland
In Deutschland unterliegt der berufsmässige Personentransport dem Personenbeförderungsgesetz (PBefG). Dieses Gesetz regelt unter anderem die Genehmigungspflicht (§ 2 PBefG), Fahrerqualifikationen, Fahrzeugzustand und Versicherungspflichten. Der Transport von Personen ohne erforderliche Genehmigungen stellt eine Ordnungswidrigkeit oder Straftat dar (§ 61 PBefG).

### Schweiz
In der Schweiz gilt für den berufsmässigen Personentransport primär das Bundesgesetz über die Personenbeförderung (PBG). Zusätzlich gelten kantonale und kommunale Vorschriften, die insbesondere Taxis und Fahrdienste betreffen. Für Fahrer sind eine professionelle Zulassung sowie regelmäßige Weiterbildung erforderlich (Art. 25 ff. PBG).

### Österreich
In Österreich gilt das Gelegenheitsverkehrsgesetz (GelVerkG). Für Fahrer im berufsmäßigen Personenverkehr gelten strenge Qualifikations- und Sicherheitsanforderungen. Fahrzeuge müssen regelmäßig überprüft und zertifiziert werden (Gelegenheitsverkehrs-Gesetz, BGBl. I Nr. 112/1996).

## Anforderungen und Pflichten
Die Anforderungen an Unternehmen und Fahrer im berufsmässigen Personentransport umfassen:
- Besitz eines gültigen Personenbeförderungsscheins (P-Schein)
- Regelmäßige technische Prüfung und Wartung der Fahrzeuge
- Versicherungspflichten gegenüber Fahrgästen
- Einhaltung von Arbeits- und Ruhezeiten
- Dokumentations- und Nachweispflichten (z. B. Fahrtenschreiber bei Bussen und LKW)

## Bedeutung und Herausforderungen
Der berufsmässige Personentransport spielt eine zentrale Rolle für die Mobilität in modernen Gesellschaften, insbesondere in urbanen Räumen. Herausforderungen bestehen insbesondere im Hinblick auf Umweltverträglichkeit, Digitalisierung (z. B. Plattformdienste wie Uber oder Lyft) und gesetzliche Anpassungen an neue Technologien wie autonomes Fahren.